# Episodi di Giulia (prima stagione)
La prima stagione della serie televisiva Giulia è stata trasmessa in anteprima negli Stati Uniti d'America dalla NBC tra il 17 settembre 1968 e il 15 aprile 1969.
| nº | Titolo originale                                  | Titolo italiano | Prima TV USA      | Prima TV Italia |
| -- | ------------------------------------------------- | --------------- | ----------------- | --------------- |
| 1  | Mama's Man                                        |                 | 17 settembre 1968 |                 |
| 2  | The Interview                                     |                 | 24 settembre 1968 |                 |
| 3  | Sorry, Right Number                               |                 | 1º ottobre 1968   |                 |
| 4  | Homework Isn't Housework                          |                 | 8 ottobre 1968    |                 |
| 5  | Unloneliest Night of the Week                     |                 | 15 ottobre 1968   |                 |
| 6  | Who's a Freud of Ginger Wolfe?                    |                 | 22 ottobre 1968   |                 |
| 7  | Am I, Pardon the Expression, Blacklisted?         |                 | 29 ottobre 1968   |                 |
| 8  | The Champ Is No Chump                             |                 | 12 novembre 1968  |                 |
| 9  | Too Good to Be Too Bad                            |                 | 19 novembre 1968  |                 |
| 10 | Paint Your Waggedorn                              |                 | 26 novembre 1968  |                 |
| 11 | Farewell, My Friends, Hello                       |                 | 3 dicembre 1968   |                 |
| 12 | The Solid Brass Snow Job                          |                 | 10 dicembre 1968  |                 |
| 13 | Designers Don't Always Have Designs               |                 | 17 dicembre 1968  |                 |
| 14 | I'm Dreaming of a Black Christmas                 |                 | 24 dicembre 1968  |                 |
| 15 | The One and Only, Genuine, Original, Family Uncle |                 | 31 dicembre 1968  |                 |
| 16 | How Sharper Than a Baby's Tooth                   |                 | 7 gennaio 1969    |                 |
| 17 | Matchmaker, Break Me a Match                      |                 | 14 gennaio 1969   |                 |
| 18 | Dancer in the Dark                                |                 | 21 gennaio 1969   |                 |
| 19 | How to Keep Your Wig Warm                         |                 | 28 gennaio 1969   |                 |
| 20 | Sticks and Stones Can Break My Pizza              |                 | 4 febbraio 1969   |                 |
| 21 | A Little Chicken Soup Never Hurt Anybody          |                 | 11 febbraio 1969  |                 |
| 22 | Wanda Means Well                                  |                 | 18 febbraio 1969  |                 |
| 23 | Cupid's No Computer                               |                 | 25 febbraio 1969  |                 |
| 24 | I Thought I Saw a Two-Timer                       |                 | 4 marzo 1969      |                 |
| 25 | It Takes Two to Tangle                            |                 | 11 marzo 1969     |                 |
| 26 | Home of the Braves                                |                 | 18 marzo 1969     |                 |
| 27 | A Baby's a Nice Nuisance                          |                 | 25 marzo 1969     |                 |
| 28 | Gone with the Draft                               |                 | 1º aprile 1969    |                 |
| 29 | The Doctor's Dilemma                              |                 | 8 aprile 1969     |                 |
| 30 | Love is a Many Sighted Thing                      |                 | 15 aprile 1969    |                 |